# Спадщина (організація)
«Спадщина» — організація української молоді, заснована у Львові 28 березня 1988 р. Метою є виховання всебічно розвинутого, національно свідомого покоління, здатного будувати Українську Самостійну Соборну Державу.

## Діяльність
ОУМ «Спадщина» займається активною діяльністю:
1. Регулярно проводить виїзні тематичні табори (водні, мандрівні, вишкільні, відпочинкові);[3]
2. Організовує святкові дійства і заходи (вертепи, гаївки, Андріївські вечорниці, Купальські свята); є співорганізатором фестивалю середньовічної культури «Ту Стань!»;
3. Проводить щотижневі заняття з юнацтвом;
4. Налагоджує роботу літературних вечорів;
5. Бере участь у численних маршах та мітингах, спрямованих на захист інтересів Української держави;
6. Опікується повстанськими та стрілецькими могилами.

## Історія

### Заснування, перші кроки
Датою заснування «Спадщини» вважається 28 березня 1988 р., проте ідея створення виникла ще у серпні 1987 р. у колі чотирьох  друзів: Тараса Родцевича, Богдана Малєрика, Тараса Говзана та Ярослава Кашуби, згодом до них приєдналося ще кілька осіб, серед яких — Андрій Парубій. Кінцевою метою роботи такої організації організатори бачили незалежність України.
Перші півроку діяльності полягали у формуванні гурту однодумців, зборі необхідної для формування стрункої ідеологічної системи організації літератури (забороненої на той час), зокрема праць Д. Донцова, матеріалів з історії України, діяльності УПА.
Вперше як про патріотичну організацію, здатну до активних дій, «Спадщина» заявила про себе у грудні 1988 р., коли взяла участь в охороні антирадянського мітингу. Надалі охорона антирадянських мітингів стала одним з важливих пунктів її діяльності.
Першим програмним документом організації став «Декалог українських Націоналістів». Оскільки «Спадщина» в умовах радянської України діяла напівлегально, до її складу приймали виключно за особистими рекомендаціями старшин та наближеного кола людей, що поділяли їх думки та прагнення.
Одним з найважливіших напрямів роботи ОУМ «Спадщина» була культурно-просвітницька діяльність: так у середовищі організації створювалися співочі колективи, що виконували козацькі, повстанські пісні, пісні Січових Стрільців на організованих спадщанцями тематичних вечорах, що відбувалися на багатьох підприємствах Львова.
Члени організації ставили собі за мету відновлення і поширення української пісні, десятиліттями замовчуваної історичної правди, мови. Для цього створювалися пошукові групи, які збирали спогади очевидців та їх нащадків про героїв і діяльність УПА, Січових Стрільців. 
Збереження історичної пам'яті члени ОУМ «Спадщина» вважали однією з необхідних умов досягнення Україною соборності та незалежності, тому ще одним напрямом роботи організації було відновлення могил воїнів УПА та Січових Стрільців. Перші могили на Ключі, на Маківці були насипані за участю спадщанців. Звісно, така діяльність зустріла жорсткий опір з боку влади. Так у 1990 р. на 40-ві роковини загибелі Р. Шухевича в с. Білогорща «спадщанцями» була насипана могила, яку на ранок зрівняли бульдозером. Це протистояння повторювалося кілька днів поспіль. Тому 4 березня, коли черговий раз було насипано могилу, спадщанцями було встановлено нічне чергування біля неї, і 5 березня, до річниці, коли зібрався великий мітинг, могилу посвятили. Після того її більше не чіпали. Зараз на цьому місці встановлено пам'ятник Р. Шухевичу.

### Період 1989—1991
Культурно-просвітницька діяльність організації, як один з пріоритетних напрямів роботи, здійснювалася і через друк — на той час, звісно, це був самвидав. Тут, у Львові, робили макет, а потім літаком переправляли його до Прибалтики, там друкували, і звідти повертали для розповсюдження в Україні. Газета «Спадщина» видавалася протягом 1989—1990 років щомісяця. Вийшло 15 номерів.
У 1990 р. ОУМ «Спадщина» почала організовувати проведення різноманітних таборів. Перший великий табір відбувся у серпні 1990 р. поблизу села Сопіт, Стрийського району (місце табору куреня УПА «Бойки»). Сама назва табору — «Стежками героїв», — говорить про його мету: зібрано спогади про діяльність цього куреня, на місці його розташування була насипана символічна могила.
З того часу серпневий табір є традиційним.
Такою просвітницькою діяльністю — збором спогадів і відновленням могил — «Спадщина» займалась до 1991 року, до здобуття Україною Незалежності.
Радикальні дії мали стати сигналом для Західноєвропейських країн про те, що в Україні триває боротьба. План розроблявся настільки серйозно, що у серпні під час путчу в Москві, у горах були заздалегідь приготовані криївки з запасами харчів та необхідним спорядженням. Таким чином, в разі, якщо протистояння між владою і народом переросло б у військовий конфлікт, спадщанці були готові, чинити серйозний опір.
24 серпня 1991 р. проголошено Незалежність України. Таким чином основна мета ОУМ «Спадщина» — здобуття незалежності — була формально досягнута. З того часу пріоритетним напрямом діяльності ОУМ «Спадщина» стало виховання молоді, були розроблені спеціальні програми для роботи з дітьми різного віку. Продовжувалася культурно-просвітницька робота. Спадщанці активно долучилися до ініціативи спорудження у Львові пам'ятника Т. Шевченкові.

### «Спадщина» в незалежній Україні
Усвідомлення необхідності змін в першу чергу у громадсько-політичній площині спричиняє розширення сфер діяльності ОУМ «Спадщина».
Так, у жовтні 1991 р., організація стала одним з ініціаторів створення Соціал-Національної партії України.
В січні 1992 р. до річниці бою під Крутами спадщанці провели смолоскипну ходу вулицями Львова — власне, вони першими розпочали традицію відзначати цю пам'ятну дату в незалежній Україні.
1992 р. спадщанці долучилися до розвитку бойового гопака, а 1993 року стали проводити табори-семінари, що отримали назву «Козацьке гніздо», де готували тренерів-інструкторів.
У 1995 р. «Спадщина» долучилася до створення Товариства сприяння Збройним силам та військово-морському флоту України «Патріот України».
Нові суспільно-політичні умови відкрили також можливості співпраці з національно-орієнтованими молодіжними організаціями в Європі. Так з 1999 р. було проведено спільні табори у Франції та Україні.
Культурно-просвітницька діяльність, орієнтована на виховання молоді, була тепер спрямована не лише на Західні області. У січні 2001 р. відбулась поїздка вертепних груп центральною Україною.
Тривала також робота по відновленню та розвитку українських традицій, першочергово орієнована на дітей та юнацтво. У 2003 р. ОУМ «Спадщина» разом з НСОУ «Пласт» започаткувала конкурс вертепів між молодіжними організаціями Львова.
Ідея створення привабливого образу української культури, історії, традицій підштовхнула до співпраці з Державним історико-культурним заповідником «Тустань»: починаючи з 2006 р. «Спадщина» бере активну участь в організації фестивалю української середньовічної культури «Ту Стань!», який проводить заповідник.

## Символіка та традиції організації

### Герб
Гербом ОУМ «Спадщина» є стилізована традиційна українська восьмикутна зірка, в центрі якої розміщений тризуб. Зірка вказує на українські споконвічні традиції, а тризуб — на відданість українській ідеї.

### Гімн
Гімном організації є пісня на слова А. Парубія, автор музики В. Боднар — «В спадок залишили нам Батьки наші славні»

### Привітання
У повсякденному житті спадщанці вітаються подаючи праву руку стискаючи її таким чином, що пальці проходять не під долонею, а над нею, за великим пальцем. Це привітання завжди було характерне для спадщанців і є одною з ознакою приналежності до організації.
Спадкоємність національної ідеї «Спадщина» виводить від ОУН-УПА, що віддзеркалено у привітанні «Слава Україні! — Героям слава!»

### Однострій
Однострій є зовнішньою ознакою приналежності до організації. Спадщанці носять однострій на офіційних заходах, таборових шикуваннях тощо.
Однострій складається з:
- головного убору — мазепинки;
- білої, або чорної сорочки;
- безрукавки темно-зеленого кольору з нашивкою ОУМ «Спадщина»;
- штанів такого ж кольору;
- військових черевиків;
- чорного поясу;
- герасівки.

## Структура
Виходячи з традицій молодіжного руху в Україні, ОУМ «Спадщина» для функціонування і організації своєї роботи поділяється на такі структурні підрозділи:
- рій;
- курінь;
- кіш.

	За віком члени організації поділяються на такі вікові категорії:
- 10-13 років — Жовтяки;
- 13-16 років — Соколи;
- 16-18 років — Джури;
- 18-років — старшина.

Рої в ОУМ «Спадщина» розділені відповідно до цього принципу, а також розділеними є рої дівчат та хлопців. Наприклад:
| Рій старших юнаків  | Рій старших юначок  |
| Рій молодших юнаків | Рій молодших юначок |

Рій — найнижча структурна ланка організації. Рій утворює група не менше 5 людей.
Курінь — наступна структурна ланка організації. В курінь входять рої різних вікових категорій. Курені хлопців і дівчат в ОУМ «Спадщина» є структурно розділені.
Для створення атмосфери, яка б згуртувала молодь на спільних інтересах, а також з метою виховання молоді у дусі українських традицій в ОУМ «Спадщина» кожен спадщанець має псевдо, кожен рій — назву, кожен курінь — носить ім'я одного з видатних історичних постатей України, наприклад (курінь Святослава Хороброго, курінь Олени Степанівни)